# San Vicente (Norra Samar)
San Vicente (Bayan ng San Vicente) är en kommun i Filippinerna. Kommunen ligger på ön Samar, och tillhör provinsen Norra Samar. Folkmängden uppgår till 5 831 invånare.
San Vicente är indelat i 7 barangayer.

## Bildgalleri

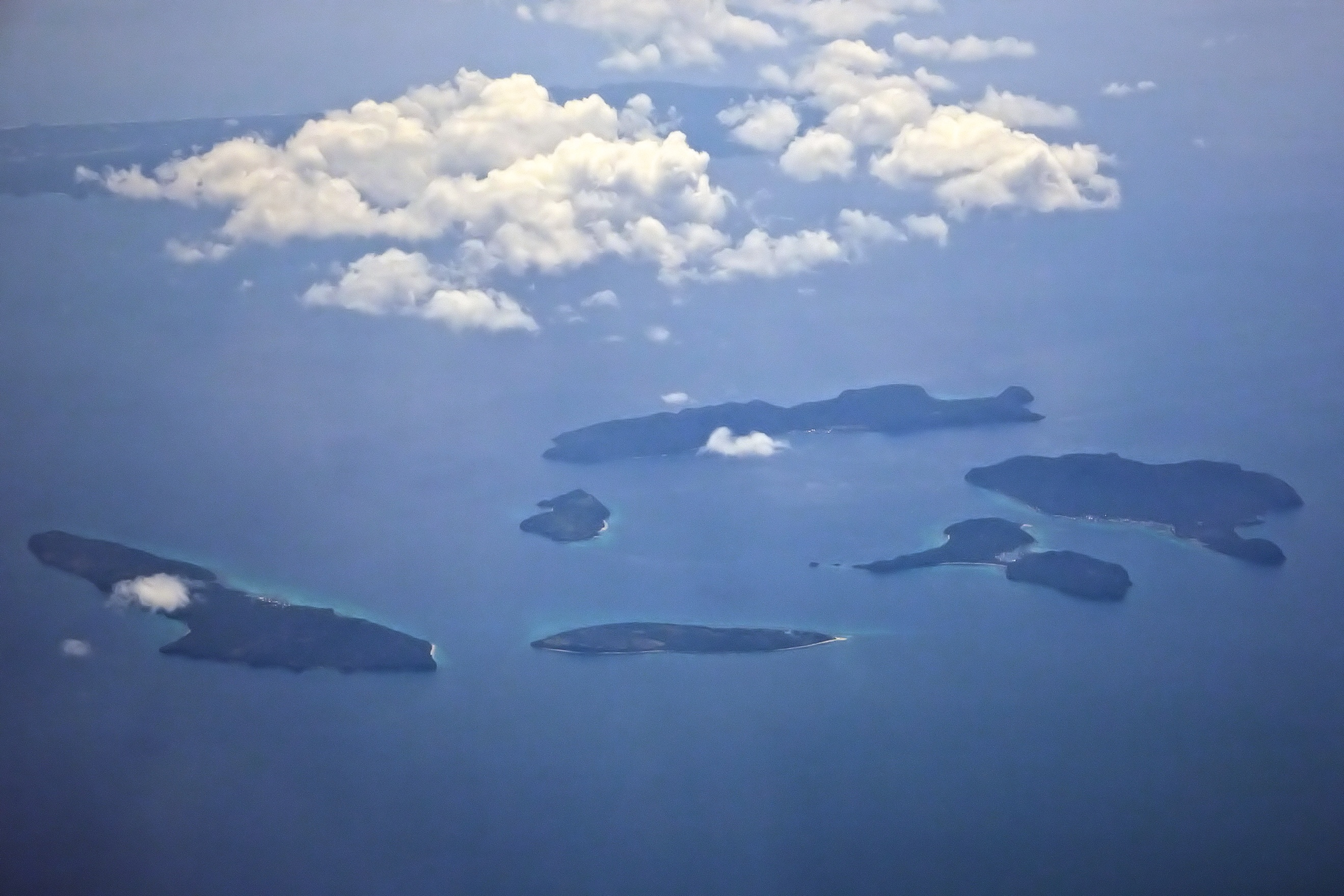